# Walter Thompson Welford
Walter Thompson Welford (* 31. August 1916 in London; † 18. September 1990) war ein britischer Physiker, bekannt als Optik-Experte.

## Leben
Bis 1957 hieß er Walter Weinstein.
Welford besuchte bis 1932 das Hackney Technical Institute und war dann Techniker am London Hospital und später in der Abteilung Biochemie der Universität Oxford. Er studierte nebenbei autodidaktisch und erhielt 1942 einen externen Abschluss in Mathematik an der Universität London (mit Bestnoten). Danach arbeitete er bei Adam Hilger Ltd. in London, wurde 1947 Forschungsassistent am Imperial College London, 1951 Lecturer, 1959 Senior Lecturer, 1964 Reader und 1973 Professor für Physik. Auch nach seiner Emeritierung war er weiter wissenschaftlich aktiv am Imperial College und der Universität Chicago. Er starb an Kehlkopfkrebs.
Er war ein international führender Experte für Optik, vom Entwurf, der Konstruktion bis zum Test einer großen Bandbreite optischer Instrumente. Er forschte über Linsenfehler, optische Mikroskopie, Blasenkammeroptiken, Beugungsgitter und Beugung bei Linsen, Laser-Speckle, nichtbildgebende Optik zum Beispiel für Sonnenkollektoren.
1974 erhielt er die Young-Medaille. 1980 wurde er Fellow der Royal Society.

## Schriften
- Optics. 3. Auflage, Oxford University Press, 1990 (zuerst 1976)
- Useful Optics. University of Chicago Press, 1991
- mit Louis Claude Martin: Technical Optics. 2. Auflage. Pitman, London 1966
- Aberrations of optical systems. Adam Hilger, 1989
- Aberrations of the symmetric optical system. Academic Press, 1974
- mit Roland Winston: The optics of nonimaging concentrators: light and solar energy. Academic Press, 1978
- mit R. Winston: High collection nonimaging optics. Academic Press, 1989
- mit R. Winston, Juan C. Miñano, Pablo Benítez: Nonimaging optics, Elsevier/Academic Press 2005
- Optical calculations and optical instruments: an introduction. In: Siegfried Flügge: Handbuch der Physik, Band 29, 1967.